# Ellington (Connecticut)
Pour les articles homonymes, voir Ellington.
Ellington est une ville américaine située dans le comté de Tolland au Connecticut.
Des fermiers européens s'installent autour du Crystal Lake au début du XVIIIe siècle. Ellington devient une municipalité en mai 1786, en se séparant de Windsor. Bien que l'origine du nom de la ville soit discutée, Ellington pourrait être nommée pour la forme en « L » qu'occupe son territoire.

## Démographie
Selon le recensement de 2010, Ellington compte 15 602 habitants. La municipalité s'étend sur 34,59 milles carrés (89,59 km2), dont 34,06 milles carrés (88,21 km2) de terres.
| 1820  | 1850  | 1860  | 1870  | 1880  | 1890  |
| ----- | ----- | ----- | ----- | ----- | ----- |
| 1 196 | 1 399 | 1 510 | 1 452 | 1 569 | 1 539 |

| 1900  | 1910  | 1920  | 1930  | 1940  | 1950  |
| ----- | ----- | ----- | ----- | ----- | ----- |
| 1 829 | 1 999 | 2 127 | 2 253 | 2 479 | 3 099 |

| 1960  | 1970  | 1980  | 1990   | 2000   | 2010   |
| ----- | ----- | ----- | ------ | ------ | ------ |
| 5 580 | 7 707 | 9 711 | 11 197 | 12 921 | 15 602 |